# Hrabstwo Sherman (Nebraska)

Piramida wieku hrabstwa

Hrabstwo Sherman (ang. Sherman County) – hrabstwo w stanie Nebraska w Stanach Zjednoczonych. W roku 2010 liczba mieszkańców wyniosła 3318. Stolicą i największym miastem jest Loup City.

## Geografia
Całkowita powierzchnia wynosi 1481 km² z czego woda stanowi 16 km² (1,01%) .

### Miejscowości
- Loup City

### Wioski
- Ashton
- Hazard
- Litchfield
- Rockville